# Forsatspapir
Forsatspapiret eller forsatsbladet (fra tysk Vorsatz, 'sat foran') er det papir som foran og bag i en bog er limet mellem bogblokken og bogomslaget.
Det tjener dels til pynt, dels til at styrke
bogblokkens forbindelse med bogbindets sider, forpermen og bagpermen. Det
består som regel af to hele blade og et halvt
(falsen), der tjener til dække over
hæftetrådenes ender på bindet, og et sådant
forsatspapir forbindes ved en lille ombøjning med
bogens andet og næstsidste ark.
At klistre forsatsbladet fast indvendig på sidepappet kaldes at anpappe. Det løse blad kaldes flyvebladet.
Forsatspapiret har ofte en anden kvalitet og farve end det øvrige papir i bogen.
Det kan også have et eget tryk, gerne med et dekorativt mønster. Tidligere var forsatspapiret ofte marmoreret.
- Forsatspapiret lagt om bogblokken for at kunne forbinde bogblokken med bogbindet
- Bogblokkens forbindelse med bogbindet
- Flyvebladet til venstre. Til højre det stykke af forsatsbladet der anpappes permen